# Tro Bro Leon 2006
La 23e édition du Tro Bro Leon a eu le 16 avril 2006. Cette course cycliste bretonne fait partie du calendrier UCI Europe Tour 2006 en catégorie 1.1. Elle est la septième épreuve de la Coupe de France 2006.

## Classement final
|    | Coureur             | Équipe                 |    | Temps           |
| -- | ------------------- | ---------------------- | -- | --------------- |
| 1  | Mark Renshaw        | Crédit agricole        | en | 4 h 46 min 54 s |
| 2  | Alexandre Usov      | AG2R Prévoyance        | +  | 1 s             |
| 3  | Jean-Patrick Nazon  | AG2R Prévoyance        |    | m.t.            |
| 4  | Lloyd Mondory       | AG2R Prévoyance        |    | m.t.            |
| 5  | Lilian Jégou        | La Française des Jeux  |    | m.t.            |
| 6  | Stéphane Bonsergent | Bretagne-Jean Floc'h   |    | m.t.            |
| 7  | William Bonnet      | Crédit agricole        |    | m.t.            |
| 8  | Jean-Luc Delpech    | Bretagne-Jean Floc'h   |    | m.t.            |
| 9  | Benoît Sinner       | Agritubel              |    | m.t.            |
| 10 | Eduard Vorganov     | Omnibike Dynamo Moscou |    | m.t.            |